# 淡江大學學生會
淡江大學學生會（英語：Tamkang University Student Association，簡稱）為淡江大學校內唯一的全校性學生自治組織，亦為淡江大學官方認可之唯一學生自治組織。依據大學法第33條，會員包括所有就讀於淡江大學之在學生，含大學部、研究所，以及進修部所有學生。

其學生會會長為淡江大學全體在學學生直接選舉產生，統領學生會三權。現時學生會會本部及淡水校園行政部門辦公室為淡江大學紹謨紀念體育館SG203室，而學生議會辦公室為SG206室，選舉委員會辦公室為SG220室，每年7月1日進行換屆交接。近年來淡江學生會會長選舉得票率時常不足法定門檻全校學生的15%，致代理狀況繁生，後於2016年修法將當選門檻降低至全校學生的10%，現行門檻則為第24屆修訂之5%。自2019年4月1日起成為臺灣學生聯合會會員校之一。

## 宗旨及願景
淡江大學學生會之宗旨為第24屆修改組織章程並明定於其中，其中除維護學生權益並提升校園生活品質外，更強調了學生會所肩負的社會責任，其宗旨為：

一、 提升本校學生校園生活品質及學生權益。

二、 促進本校學生公共事務參與能力。

三、 以學生立場參與社會議題，改善臺灣社會。

四、 擔任淡江大學校方與學生間的溝通管道，彰顯學生的意見。

## 組織架構
淡江大學學生會以全體淡江大學學生為當然會員。從學生活動中心、學生自治組織演變至今日的學生會，其架構歷經多年演變，現時淡江大學學生會的組織按照《淡江大學學生會組織章程》分為會本部（會長）、行政部門（淡水校園及蘭陽校園）、立法部門（學生議會）及司法部門（學生評議會），其中較為特別的是將會長的會本部明定獨立於三權之上直接對民意負責，為類似三權分立的雙首長制架構。

### 會本部
會長、兩位校園副會長及秘書處組成，正、副會長具備民意基礎並於每月五月舉行全校性改選，對外會長為學生會最高代表，對內則領導行政中心、學生議會、學生評議會並代表本會出列席校級會議。根據《淡江大學學生會組織章程》，會長可直接任免行政中心執行長，向議會提出議案或覆議案及向議會提名評議委員，且能於議會向行政中心執行長提出不信任案時，應行政中心執行長要求解散議會。

### 行政部門
行政中心於淡水校園，其執行長之提名不必學生議會同意，可由會長直接任免，執行長及各部門部長有至學生議會備詢之責。根據《淡江大學學生會組織章程》，行政中心淡水校園應常設秘書處、財政部、學生權益及福利部、公關部、總務部及活動部。而行政中心蘭陽校園之規定則較為寬限，可由常設之秘書處綜理各項業務。

### 立法部門
學生議會由學生議員組成，每年五月結合正、副會長一併改選，由學生議員間互選議長、副議長各一，而由議長提名秘書長並提請學生議會大會同意後任命，另學生議會設有秘書處以作日常運作。學生議會大會審議各式議案、評議委員之人事提名案及行政部門的預算案、決算案，並可對行政部門提出質詢或其他部門提出彈劾、糾舉或糾正，避免行政部門濫權。學生議員以學院為選區，以選區的學生數每400人為1單位選出對應的學生議員席次，每學年改選一次，任期一學年。

### 司法部門
學生評議會主要處理不服學生自治違法行為的行政訴訟、學生團體間涉及公共事項爭議之仲裁，以及自治法令的統一解釋。學生評議會置各學院學生評議委員八名，由會長提名請學生議會大會行使同意權任命之。

## 學權議題

### 自習室擅自關閉24小時爭議
5月28日淡江大學校方未經學生同意，僅以圖書館會議告知自習室將取消24小時開放，並於晚上10:00關閉。

#### 歷經學生民意的匯集爭取
7月18日學生會於向圖書館館長爭取自習室24小時開放。
8月7日製作問卷收集相關民意。
9月16日爭取，於爭取會後發出『自習室三不一沒有』。

#### 歷經三次爭取[13]
10月24日圖書館委員會，學生會代表於會議提到同學的自習室需求，館長回應本學期不作任何更動。
11月1日校務會議，學生會於校務會議上再次提及自習室問題。葛煥昭校長回應平日不開放有學校的考量，但的確考前同學很需要自習室，請圖書館館長考前一周或兩周開放24小時自習室。
11月4日圖書館秘書室討論，表示行政上的更動需拿到校務會議記錄才可以做討論。
11月28日班代表會議確定開放考試前24小時。

## 社會議題

### 聲援太陽花學運
2014年3月至4月間，臺灣爆發318學運（太陽花學運）佔領國會事件，起因為3月17日下午召開的立法院內政委員會，中國國民黨籍立法委員張慶忠以30秒時間宣布完成 《海峽兩岸服務貿易協議》的委員會審查，引發一群大學與研究所學生以及社會人士的反對，進而群起佔領中華民國立法院長達23天。

3月24日，淡江大學學生自治組織（現為淡江大學學生會）發表聲明，聲援太陽花學運並呼籲政府單位儘速給予實質回應，學生會於Facebook發表公開聲明後立即引發大量的討論。

1. 本組織支持並肯定學生參與公共事務，並勇於表達自身立場之作為。
2. 本次學生運動，於立法院與其他地點之靜坐、講演等行動，本組織提醒同學應保持理性訴求、注意自身安全。擬前往活動現場之師生，應以結伴而行、相互照應為首要前提。
3. 呼籲當局儘速對本次學生運動，給予實質回應並處理相關爭議議題，避免助長社會對立。

### 2017年勞基法修正爭議
2017年年底，蔡英文政府針對國內勞動基準法進行繼2016年修正後的二度修法，引發許多勞工團體至立法院前抗議，促使台灣社會熱烈討論勞基法修法議題。
同年12月17日，時任學生會長王凱立以學生會長身份於學生會Facebook發表一篇「勞基法改革 會長聲明」，聲明反對修法內容並將會把勞基法改革一案送至會務會議研議是否以淡江大學學生會名義發布後續聲明（但由於無法取得會內共識，所以並沒有發布後續聲明），個人聲明中，認為蔡英文政府應以更謹慎的態度面對修法，而非拒民眾於立法院外而不走出去傾聽。同時強調學生會的定調應走出校園，肩負著更多社會義務，讓學子在畢業後也有權利能夠享受更公平的社會，有更多機會的環境。

### 同志權益立場

#### 支持修改民法第972條
2012年9月8日，伴侶盟發動「多元成家，我支持」連署行動，當時伴侶盟預計於2013年9月以百萬人連署之姿，將台灣第一部由民間自主起草的多元家庭民法修正草案送進立法院，期間，立法院亦著手開始針對多元成家議題的公聽會相關程序，引起台灣社會針對多元成家議題展開激烈討論。
2013年11月30日，反多元成家等團體以「下一代幸福聯盟」為首，號召近30萬人在凱達格蘭大道舉辦「為下一代幸福讚出來」活動，以「捍衛婚姻」、「MADE BY Daddy+Mommy」、「反修民法972」等標語，表達反對多元成家。 支持多元成家的「伴侶盟」等團體，則在立法院群賢樓以「婚姻平權」為標語、排字等方式表達支持「自由戀愛、平等成家」的多元家庭、同志婚姻訴求。
同年12月2日，第19屆淡江大學學生會與多所大專校院學生會及學生團體透過組成同學陣（力挺同性婚姻學生聯合陣線）共同發起全國學生聯署支持同性婚姻 ，表態支持修改民法第972條並發表共同聲明。

聲明的五大訴求為：
1. 法律不應因性傾向而差別待遇。
2. 立委別怠惰，修法勿推托。
3. 呼籲宗教團體「停止造謠抹黑，恢復理性對談」。
4. 傳統並未否定同婚，也並非一成不變。
5. 同志友善好同學，一起加入同學陣。

#### 第十五屆台灣同志遊行
第23屆學生會正、副會長於參選期間提出以「學生權益，平權校園」為題，內容為希望讓所有學生都能夠不因性別、性向、國籍以及任何因素遭受歧視與打壓的政見，並於當選後於2017年10月27日公告臨時會務會議通過「以學生會名義參加台灣同志大遊行」之決議，並號召校內同學以行動支持該年度尊重多元情慾之遊行目標，同時表明未來將持續實踐性別平權。

#### 第十六屆台灣同志遊行
第24屆學生會延續前屆概念，連續兩年透過會務會議通過以學生會名義參與臺灣同志大遊行，同時本次行動代表支持該年度遊行「性平攻略由你說．人人 18 投彩虹」精神，為學生會於2018年中華民國全國性公民投票中之唯一表態。另學生會亦於遊行途中開啟直播並張貼以學生會旗幟參與同志大遊行的照片，引起校內學生熱議。

### 聲援香港反送中
2019年6月9日，香港民陣第三次發起反對逃犯條例之遊行。由於遊行隊伍原定下午3時於維園出發，但被警方要求提早出發，最後遊行隊伍提早於下午2時20分出發，並於當晚10時結束。民陣宣布遊行有103萬人參加，警方則宣稱高峰時有24萬人，惟民陣所指的遊行人數被建制派和親共派人士批評「誇大數」、「無乜用腦（無甚用腦）」，中共中央机关报旗下环球时报更加批評示威者勾結西方。對此美國之音批評，中國官媒是刻意避談或淡化香港主權移交以來最大規模的百萬人遊行抗議，且只強調親共組織所稱的「70萬人」支持者，並特意引用香港警方明顯偏低的大遊行「24萬」估計人數。
當晚11時，特區政府宣佈6月12日如期二讀草案，其後，有示威者與警方在立法會綜合大樓、龍和道、告士打道一帶發生衝突，一名警察被襲擊至血流披面。
6月11日，第24屆淡江大學學生會發布聲明，表示支持香港人民反對逃犯條例修正及2019年6月9日反對逃犯條例修訂草案遊行之訴求，並宣布參與6月12日於台北香港經貿辦前之集會。
6月12日，學生會參與由香港在臺學生及畢業生逃犯條例關注小組舉辦之集會，並由時任會長王凱立在場發表聲明，提出三點呼籲

三點呼籲為：
1. 台灣人應以香港為鑑，拒絕一國兩制，認清「經濟一百分，政治零分」的謊言。
2. 懇請社會各界繼續表態支持香港爭取自由民主，切勿接受港府、部分媒體及親中派人士的誤導。
3. 呼籲港府正視民意，退回逃犯條例，讓香港成為值得驕傲的香港。

同日，淡江大學學生會及多所大專校院學生會發表聯合聲明，譴責港府暴力鎮壓，要求退回逃犯條例。
6月13日，淡江大學學生會宣布隔日將於淡江大學書卷廣場緊急動員舉辦「淡江挺香港」活動，並邀請淡江大學外交系教授陳奕帆、時任學生會行政中心執行長許宇軒、香港在臺學生及畢業生逃犯條例關注小組成員劉美婷發表戶外演講。
6月14日，500名淡江學生參與「淡江挺香港」活動，學生會亦在場宣布設置民主牆，呼籲退回逃犯條例、保障香港司法獨立。
6月28日，淡江大學學生會派出時任評議會主席楊誠信前往香港參與反送中相關集會並錄製影片。

## 爭議事件

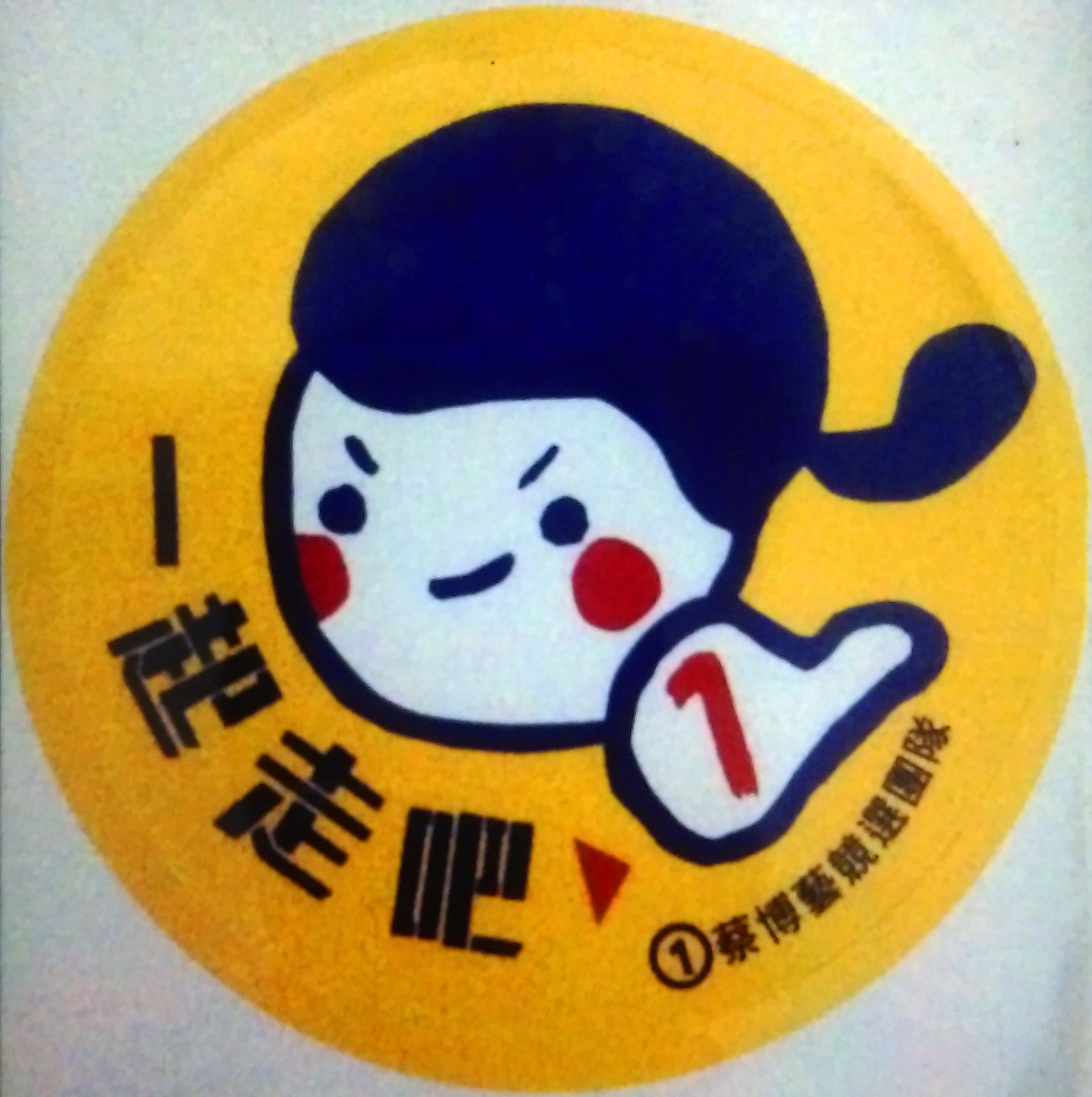
蔡博艺竞选团队文宣

### 2014年學生會正副會長補選爭議
2014年9月中旬，淡江大學學生會中央選舉委員會（後改制為淡江大學學生會選舉委員會）辦理第二十屆學生會會長、副會長補選，其中候選人有兩組（每組三人，一個會長搭配兩個校園副會長）參與競選，陸生蔡博藝亦報名登記，而在學生會中央選舉委員會公布的選舉公報中，首次以國旗方式標註參選人國籍。導致這場淡江大學的校內選舉在台灣社會引發熱議，並逐漸演變成一場全國性政治討論。
2014年9月15日，淡江大學學生會公告，解散負責辦理学生会会长選舉的「淡江大學學生會中央選舉委員會」，暫停学生会会长選舉。
2014年9月17日，淡江大學校方與學生會正副候選人開會商討後續事宜；同日，蔡博藝競選團隊發布聲明，稱基於將衝擊減到最低的原則，並不需要以解散中選會的方式犧牲此次學生會長補選，中選會主席陳彥甫必須為其認知錯誤下台負責，但選舉委員仍可繼續執行選舉業務。

### 2018年新北市長暨市議員候選人論壇
於2018年中華民國地方公職人員選舉前夕，為於校園導入公共事務，並呼籲返鄉投票，台灣許多大專校院學生會也舉辦了諸多候選人講座及論壇，例如多所大專校院學生會共同舉辦的雙北市長青年論壇、國立成功大學學生會辦理的台南市長選舉辯論會以及淡江大學學生會辦理的淡江公民計畫，而部分大專校院在籌辦過程中則遇到校方阻撓。
2018年10月12日，第二十四屆淡江大學學生會發布淡江公民計畫辦理消息，邀請當時的新北市長候選人侯友宜、蘇貞昌以及台北市議員候選人徐巧芯、王威中、邱威傑於淡江大學發表個別演講，並發出呼籲學生返鄉投票的公民返鄉專車。

#### 侯友宜講座延期
10月22日，學生會於晚上11點30分發布聲明接獲侯友宜辦公室消息，基於2018年宜蘭普悠瑪列車出軌事故而取消所有公開行程及競選活動，故取消原訂於10月23日的淡江大學講座並向全校會員及報名者致歉。延後辦理消息登上許多媒體版面。
10月24日，學生會發布與侯友宜辦公室之協調結果，宣布延後至11月1日辦理，同時於文中強調侯友宜定會履行與學生的承諾。晚間，蘇貞昌前往淡江大學發表演講批評侯友宜「傲慢、心虛」。

#### 爆出校方阻撓辦理 蘇辦不滿
同日，三立新聞發布標題為大小眼？淡大論壇"迎侯擋蘇" 蘇辦質疑遭變相封殺的新聞，並爆出淡江大學校方於10月23日晚間基於「選舉敏感時刻，邀請候選人憂心有不中立之嫌」為由要求臨時停辦淡江公民計畫並取消所有候選人之邀請，引來蘇貞昌辦公室及學生會的抗議，時任學生會長王凱立也表示學生是在做正確的事，為何要被責怪。最後學生會拒絕，經雙方協調後校方妥協續辦。
10月29日，學生會於淡大學務會議詢問關於校方阻擋辦理淡江公民計畫一事，校方表示會接受續辦是因為「不希望學生會失信於候選人」，但學生會認為學生會若未告知已申請律師函一事，校方將繼續強制停辦公民計畫，並認為校方態度反覆不一，媒體後果、誠信及輿論後果於校方下令時都有向校方分析過了，卻仍執意下令。同時表示教育部亦有發函各大專校院核准以公平公正公開為前提授權學生會辦理相關候選人政策討論活動，校方立場有違各大學平等原則。
11月1日，新北市長候選人侯友宜依約前往淡江大學發表演講。

## 外部連結
- 淡江大學學生會的Facebook專頁
- 淡江大學學生會學生議會的Facebook專頁
- 淡江大學學生會學生評議會的Facebook專頁
- 淡江大學課外活動組-學生會介紹（页面存档备份，存于）